# (145451) 2005 RM43
(145451) 2005 RM43 ist ein großes transneptunisches Objekt, welches bahndynamisch als Scattered Disc Object eingestuft wird. Aufgrund seiner Größe ist der Asteroid ein Zwergplanetenkandidat.

## Entdeckung
2005 RM43 wurde am 9. September 2005 von einem Astronomenteam bestehend aus Andrew C. Becker, Andrew W. Puckett und Jeremy M. Kubica am Apache-Point-Observatorium in Sunspot (New Mexico) entdeckt. Die Entdeckung wurde am 23. Juli 2006 bekanntgegeben. Der Planetoid erhielt von der IAU die Kleinplaneten-Nummer 145451.
Nach seiner Entdeckung ließ sich 2005 RM43 auf Fotos vom 17. November 1976 identifizieren und so seine Umlaufbahn genauer berechnen. Seither wurde der Planetoid durch verschiedene erdbasierte Teleskope beobachtet. Im Dezember 2017 lagen insgesamt 303 Beobachtungen über einen Zeitraum von 42 Jahren vor.

## Eigenschaften

### Umlaufbahn
2005 RM43 umkreist die Sonne in 848,28 Jahren auf einer stark elliptischen Umlaufbahn zwischen 35,08 AE und 144,14 AE Abstand zu deren Zentrum. Die Bahnexzentrizität beträgt 0,609, die Bahn ist 28,82° gegenüber der Ekliptik geneigt. Das Perihel durchlief er das letzte Mal 2004, der nächste Periheldurchlauf dürfte also erst um das Jahr 2853 erfolgen. Derzeit ist der Planetoid 37 AE von der Sonne bzw. 36,48 von der Erde entfernt (Stand 1. Februar 2019).
Marc Buie (DES) stuft ihn als SDO ein. Das MPC klassifizierte 2007 XV50 zunächst ebenfalls als SDO, während es nun als Distant Object aufgeführt ist.

### Größe
Derzeit wird von einem Durchmesser von etwa 500 bis 600 km ausgegangen, basierend auf einem Rückstrahlvermögen von 9 bis 10 % und einer absoluten Helligkeit von 4,4 m; dies ist allerdings mit einigen Unsicherheiten behaftet, da die allgemeinen Durchmesserschätzungen zwischen 350 und 800 km liegen. Die scheinbare Helligkeit von 2005 RM43 beträgt 20,39 m.
Da anzunehmen ist, dass sich 2005 RM43 aufgrund seiner Größe im hydrostatischen Gleichgewicht befindet und somit weitgehend rund sein muss, sollte er die Kriterien für eine Einstufung als Zwergplanet dennoch erfüllen. Mike Brown geht davon aus, dass es sich bei 2005 RM43 um wahrscheinlich einen Zwergplaneten handelt; nach Gonzalo Tancredi ist er dies jedoch nur möglicherweise.
2005 RM43 rotiert in 6 Stunden und 42,6 Minuten einmal um seine Achse. Daraus ergibt sich, dass der Asteroid in einem 2005 RM43-Jahr 1.208.100,5 Eigendrehungen („Tage“) vollführt.
| Jahr                                         | Abmessungen km | Quelle   |
| -------------------------------------------- | -------------- | -------- |
| 2010                                         | 554,0          | Tancredi |
| 2018                                         | 584,0          | Johnston |
| 2018                                         | 524,0          | Brown    |
| Die präziseste Bestimmung ist fett markiert. |                |          |